# 麥庫克 (內布拉斯加州)
麥庫克（英語：McCook）是一個位於美國內布拉斯加州雷德威洛縣的城市。根據2010年美國人口普查，該地共人口7698人，而該地的面積約為13.98平方千米。同時該地也是雷德威洛縣的縣治。

## 地理
麥庫克的座標為40°12′19″N 100°37′34″W / 40.20528°N 100.62611°W，而該地的平均海拔高度為784米（即2572英尺）。